# پروژه کلید در دست
پروژه کلید در دست (به انگلیسی = Turnkey) مسئولیت طراحی و اجرا را به‌طور کامل بر عهده پیمانکار، می‌گذارد به گونه ای که بعد از تکمیل پروژه، کارفرما فقط با چرخاندن یک کلید می‌تواند بهره‌برداری از تأسیسات اجراء شده را آغاز نماید.
در این روش، کارفرما یا مشاورین او، فقط در فرایند مناقصه و نظارت عالیه بر کار پیمانکار دخالت خواهند داشت. کلید در دست، حد اعلای سپردن مسئولیت طراحی و اجرا به پیمانکار است؛ بنابراین نیازی نیست که مشخص شود آیا یک نقیصه به دلیل طراحی غلط بوده یا از اجرای ضعیف ناشی شده است و به عنوان یک قانون کلی، مسئولیت هر عیب و نقصی که در محدوده تعریف شده کار رخ دهد، بعهده پیمانکار خواهد بود.